# Керничний (гора)
Керни́чний — гора в Чивчинських горах (частина Мармароського масиву). Розташована у Верховинському районі Івано-Франківської області, на південний захід від села Зелене. 
Висота 1588,8 м. Гора масивна, розташована на головному хребті Чивчинських гір. Вершина незаліснена, плоска. Схили, на відміну від більшості гір Мармароського масиву, не надто стрімкі. Довкола вершини — розлогі полонини. На захід розташована гора Копилаш (1599 м), на південь — гора Фуратик (1525,7 м). Через північно-західну частину гори проходить так звана Дорога Макензена. 
Через вершину з південного сходу на північний захід простягається українсько-румунський кордон, тому частина гори (південно-західні схили) розташована в межах Румунії. 
На північних схилах гори бере початок струмок Керничний Великий, лівий доплив Чорного Черемоша.